# Ренфру (Канада)
Ренфру (на английски: Renfrew) е град в провинция Онтарио, югоизточна Канада. Населението му е около 8200 души (2016).
Разположен е на 120 метра надморска височина в Лорънсийските възвишения, на десния бряг на река Отава и на 76 километра западно от Гатино. Селището възниква към 1848 година като дърводобивно средище, а през 1895 година получава статут на град. Днес той е стопански център на активна земеделска област.

## Известни личности
Родени в Ренфру
- Алекс Филипс (1900 – 1977), кинооператор